# وقتی یک مرد عاشق می‌شود
وقتی یک مرد عاشق می‌شود (کره‌ای: 남자가 사랑할 때; لاتین‌نویسی اصلاح‌شده: Namjaga Saranghal Ddae) یک مجموعهٔ تلویزیونی کره جنوبی سال ۲۰۱۳ با بازی سونگ سونگ هون، شین سه کیونگ، چه جونگ آن و یون وو جین است. این مجموعه از ۳ آوریل تا ۶ ژوئن ۲۰۱۳، روزهای چهارشنبه و پنجشنبه ساعت ۲۱:۵۵ (کی‌اس‌تی) از ام‌بی‌سی برای ۲۰ قسمت پخش شد.

## بازیگران

### اصلی
- سونگ سونگ هون در نقش هان ته سانگ[۵][۶][۷]
- شین سه کیونگ در نقش سو می دو[۸][۹][۱۰][۱۱]
- چه جونگ آن در نقش بک سونگ جو
- یون وو جین در نقش لی جه هی[۱۲]